# Nachal Ciklag
Nachal Ciklag (hebrejsky נחל צקלג) je vádí v jižním Izraeli, v severní části Negevské pouště, nedaleko od pomezí Negevu a jihozápadní části Judských hor (Hebronské hory).
Začíná v nadmořské výšce přes 400 metrů západně od vesnice Lahav, na severních svazích hory Har Lehavim, kterou pokrývá uměle vysazený lesní komplex Ja'ar Lahav. Směřuje pak k západu kopcovitou bezlesou krajinou polopouštního charakteru. Podchází železniční trať Tel Aviv-Beerševa a těleso dálnice číslo 40. Z východu míjí velké beduínské město Rahat, u kterého se stáčí k jihozápadu a ústí zprava do vádí Nachal Grar.